# Shigeru Furuyama
Shigeru Furuyama (1953) è un astronomo amatoriale giapponese, di professione impiegato postale.
Furuyama, che risiede a Tone nella Prefettura di Ibaraki, si è dedicato in particolare alla ricerca di comete. Durante nove anni ha cercato comete visualmente con l'unico risultato di essere un scopritore indipendente della cometa non periodica C/1975 T2 Suzuki-Saigusa-Mori, dal 1979 ha cominciato a cercarle fotograficamente riuscendo così a scoprirne una, la C/1987 W2 Furuyama.
Il 21 novembre 2011 ha scoperto una supernova in UGC 6771. Il 26 gennaio 2014 ha scoperto la nova V5666 Sgr.
Gli è stato dedicato l'asteroide 16759 Furuyama.